# St-Guinal (Ergué-Gabéric)

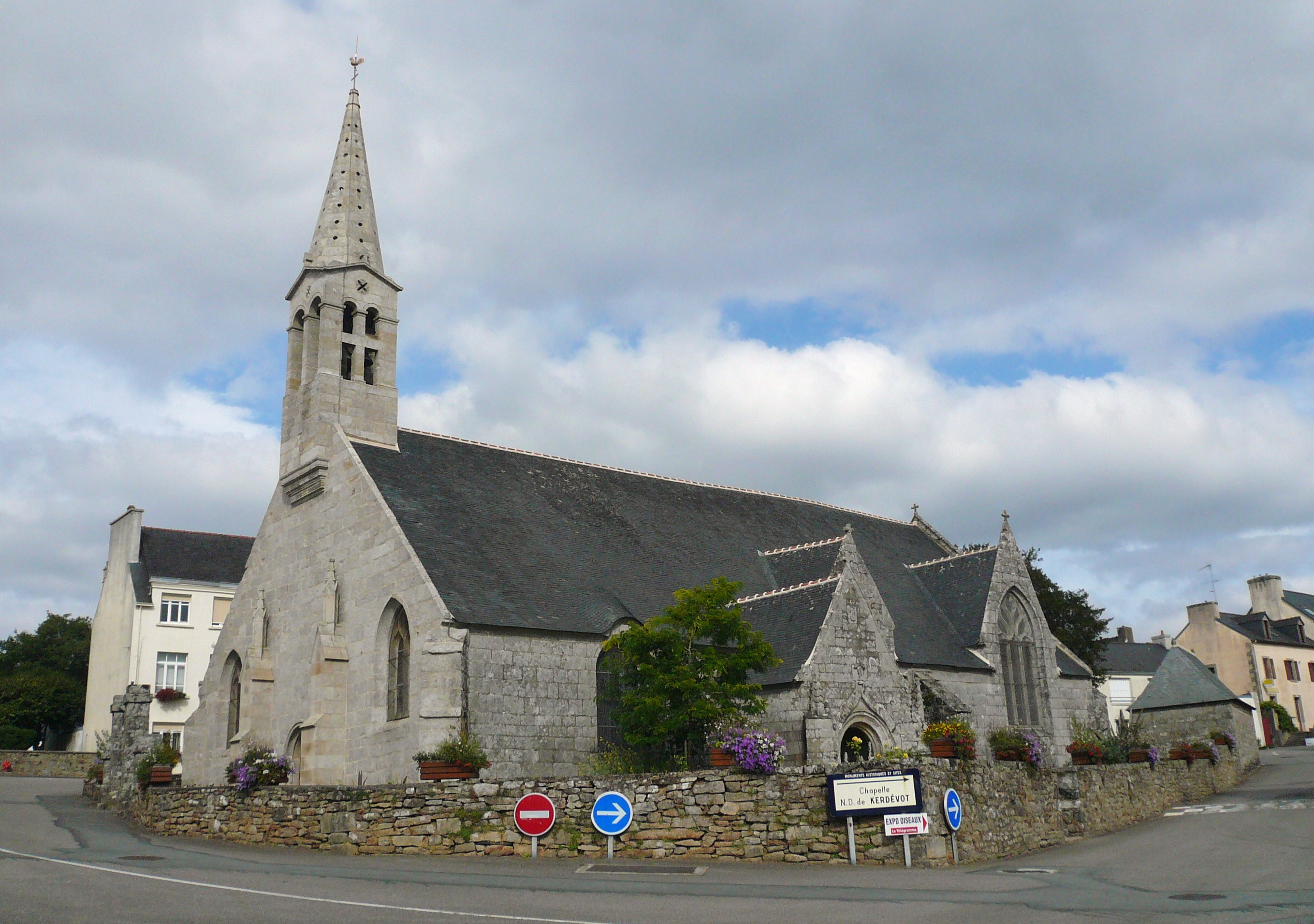
Kirche St-Guinal

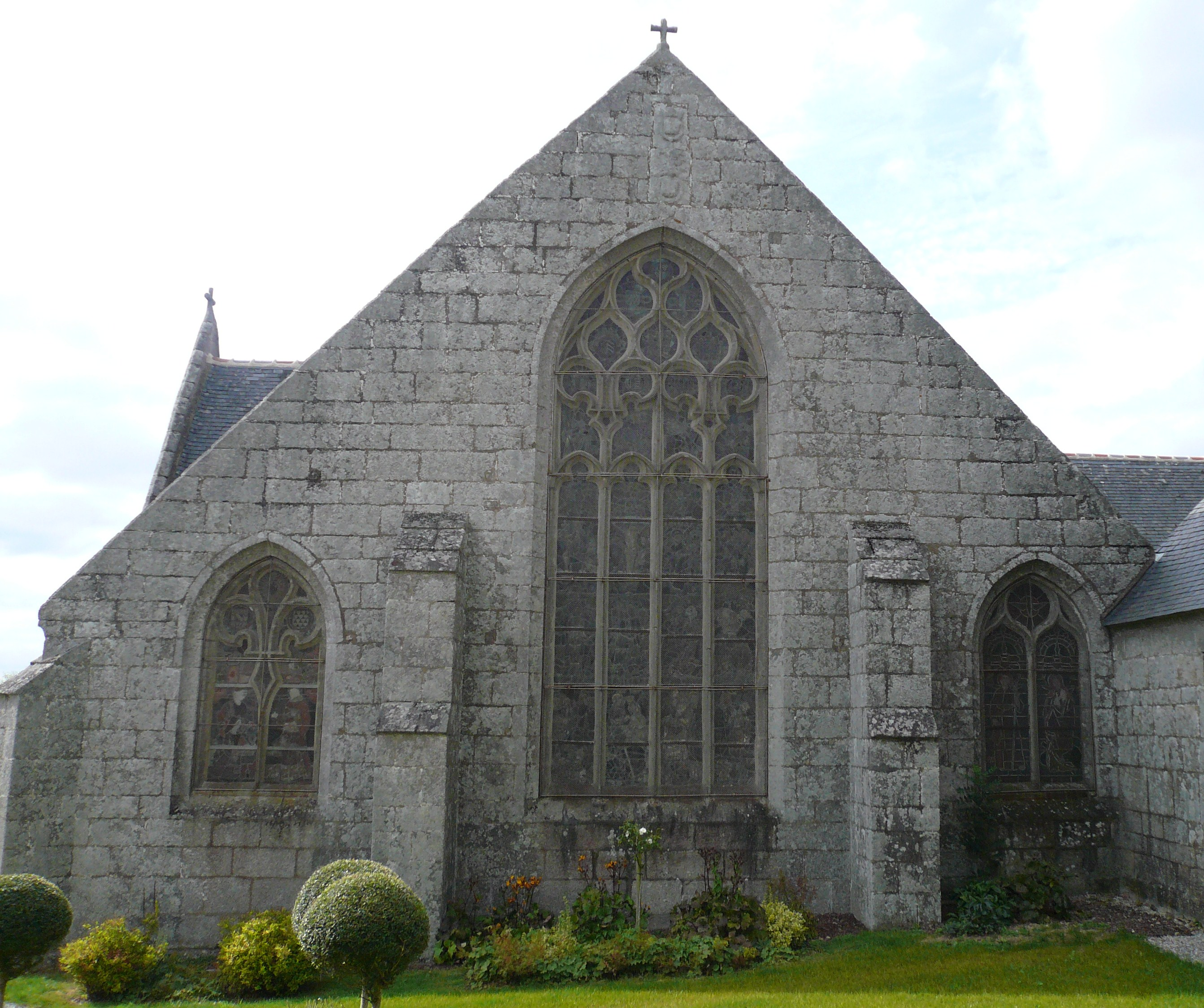
Blick zum Chor

St-Guinal ist die römisch-katholische Pfarrkirche von Ergué-Gabéric in der Bretagne. Die Kirche mit Kirchhof und Ossuarium sind seit 1939 als Monument historique klassifiziert.

## Geschichte
Die dem heiligen Gwenhael in der lokalen Schreibvariation Guinal geweihte Kirche entstand im 16. Jahrhundert im Stil der Flamboyantgotik über den Ruinen eines Vorgängerbaus aus dem 13. Jahrhundert. Das Gotteshaus ist dreischiffig und besitzt ein nördliches Querhaus. Im Osten schließen die drei Schiffe gerade und der Chor ragt nicht über die Seitenschiffe hinaus. In der Mitte des Ostabschlusses befindet sich ein großes Flamboyant-Maßwerkfenster aus dem Jahr 1516, dessen Buntglas zwölf Szenen der Passion Christi zeigt. Die drei Schiffe befinden sich unter einem gemeinsamen Schleppdach. Der Zugang erfolgt über eine Vorhalle im Süden. Die westlichen Teile des Kirchenschiffes wurden im 18. Jahrhundert neu aufgeführt. Über dem Westgiebel befindet sich ein dachreiterähnlicher Glockenturm. Das Ossuarium auf dem Friedhof wurde im 17. Jahrhundert errichtet.